# Parkhotel Adler
Koordinaten: 47° 54′ 9,1″ N, 8° 6′ 28,3″ O
Das Parkhotel Adler ist ein historisches Hotel am Rande des Ortskerns des Luftkurortes Hinterzarten im Südschwarzwald.
Seit dem Erwerb des Grundstücks durch Hans Bilstein im Jahr 1446 wird es von ein und derselben Familie als Gastbetrieb genutzt – zuerst als Gutshof von 80 Hektar mit Zimmervermietung, später kam eine Schänke dazu. Mit Gründung der Post im Jahr 1490 wurde das Gut zur Poststation. Im 19. Jahrhundert entwickelte sich der Hotelbetrieb zum Grandhotel. Nach den Umbauarbeiten im Jahr 2020 präsentiert sich das Hotel als Boutique-Resort-Hotel. Auf dem Hotelgelände befinden sich mehrere Gebäude aus unterschiedlichen Epochen, von denen eines unter Denkmalschutz steht. Das original Schwarzwaldhaus, zugleich das älteste Bauwerk auf dem Areal, stammt aus dem Jahr 1639, ein zweites Gebäude entstand 1890 während der Belle Époque. Die übrigen Gebäude wurden im 20. Jahrhundert errichtet.

## Das Familienunternehmen
In den 1990er Jahren hatte das Hotel Auslastungsschwierigkeiten. 1996 kauften Klaus Trescher und seine Frau Gabriele das Unternehmen daraufhin familienintern. Im Jahr 2000 übernahm ihre Tochter Katja Newman (geborene Trescher) die Geschäftsführung in der 16. Generation. Sie führte strukturelle und bauliche Neuerungen durch, sodass das Hotel wirtschaftlich wieder tragfähig war. Dafür wurde Katja Newman 2004 von der Deutschen Fachverlag als „Hotelier des Jahres“ ausgezeichnet. Von 1999 bis 2015 investierte die Hoteliersfamilie rund elf Millionen Euro, um das Hotel zu erhalten. Für die Jahre 2019 und 2020 kamen für weitere Umbauten erneut circa vier Millionen Euro hinzu. Am 13. November 2019 wurde Katja Newman vom Ministerium für Wirtschaft, Arbeit und Wohnungsbau Baden-Württemberg für ihren Einsatz mit der Wirtschaftsmedaille ausgezeichnet.

## Grundstück und Privatpark
Durch das Grundstück von 70.000 Quadratmetern mit kleinem See verlaufen öffentliche Spazierwege. Der westliche Bereich ist den Hotelgästen vorbehalten. Der Park weist verschiedene Wasserstellen, unter anderem einen natürlichen Bachlauf und einen Ententeich sowie Sitzbänke, Skulpturen und historische Brunnen auf. Im Wildgehege leben Albino-Hirsche. Angelegt wurde das Gehege von Oskar Riesterer. Hinter dem Hotelareal liegt das Adler-Skistadion mit vier Schanzen. Die Sportfläche gehörte früher zum Parkhotel-Adler-Grundstück – Alfred Riesterer, Katja Newmans Urgroßvater, schenkte es der Gemeinde.

## Geschichte

### Von der Gründung bis Ende des 18. Jahrhunderts
Das Ursprungsgebäude brannte fast vollständig im Dreißigjährigen Krieg ab. Die Holzfassade des dann 1639 neu entstandenen Schwarzwaldhauses konnte über die Jahrhunderte bis auf wenige notwendige Renovierungen in seiner ursprünglichen Form erhalten bleiben, ebenso ein Teil des Interieurs und der Wandverkleidung. Am vorderen Eingang ist noch das alte Wirtshausschild zu sehen mit dem österreichischen Adler im Wappen (bis 1803 war die Region Teil des habsburgischen Vorderösterreichs). Heute steht das Schwarzwaldhaus unter Denkmalschutz.
In dem Gebäude mit dem für historische Schwarzwälder Landhäuser typischen Aussehen befinden sich heute das Restaurant, die Hotelküche sowie einige Unterkünfte – in manchen Räumen sind die niedrigen Decken noch vorhanden. Die Wandverkleidung, das fest eingebaute Mobiliar wie der Wandschrank und Regale im Sitzbereich „Stube“ des 2018 neu eröffneten Restaurants „Adler Stuben“ stammen aus der Bauzeit um 1639. Der Kachelofen und weitere Einrichtungsgegenstände sind später hinzugekommen. An einer Wandseite befindet sich das Porträt von Katharina Riesterer, Adler-Wirtin von 1632 bis 1680, und ihrem Mann Franz Gustav, Adler-Wirt von 1622 bis 1681. Das in Vergessenheit geratene Gemälde wurde vor einigen Jahren beim Umstellen eines großen Bauernschranks wiederentdeckt.

### 19. Jahrhundert

Das historische Schwarzwaldhaus und das Haupthaus um 1920

Durch die Errichtung des heutigen Haupthauses im Jahr 1890 wurde der Betrieb zum Grandhotel. Der von Säulen gesäumte Eingang, die Fenster und ihre Läden sowie das Interieur zeugen von der Epoche des Baujahrs: Der elegante Stil der Belle Époque setzt sich im Inneren fort. Einige der Antiquitäten sowie der Stuck in der Hotellobby sind weiterhin Bestandteil der Innenausstattung des Hotels.

### 20. und 21. Jahrhundert
Zum Ende des Ersten Weltkriegs diente das Hotel als Kinderheim. Im Zweiten Weltkrieg wurde hier ein Lazarett eingerichtet. Bis das Dach des Schwarzwaldhauses 2017 komplett neu gedeckt wurde, war dort noch ein rotes Kreuz zu sehen.
1978 baute die Hoteliersfamilie die Residenz an das Haupthaus an. Die Einheiten, die sich dort befanden, wurden beim Umbau des Hotels im Jahr 2011 in Luxuseigentumswohnungen umgewandelt. Nach den Plänen des Konstanzer Architekturbüros Finthammer ließ Klaus Trescher 1999 einen Wellnesspavillon im Privatpark errichten. Der rundum verglaste Bau in Form einer Schnecke wurde nach fernöstlichen Vorbildern designt. 2013 wurde der Außenbereich um einen Außenpool mit Liegedeck erweitert.
Der Kaffeehausbetrieb im 2006 erbauten Jugendstil-Glaspavillon am kleinen Adlersee wurde am 4. November 2019 eingestellt. Seit dem Sommer 2020 dient der „Pavillon Diva“ als neue Tagungs- sowie als Veranstaltungslocation für Künstler.
Am 11. Mai 2018 eröffnete das Parkhotel Adler im Schwarzwaldhaus sein neues Restaurant „Adler Stuben“, beließ aber die historische Wand- und Deckenholzverkleidung. Damit wurden erstmals seit den 1960er Jahren die gastronomischen Räume von Grund auf erneuert. Die Kacheln am Kamin von 1860 in einem der Sitzbereiche zeigen regionale Motive wie Hirsche, Schäfer, Wildschweine und Fischreiher der Region. Der Erbauer stammte aus Schluchsee.

## Bekannte Gäste

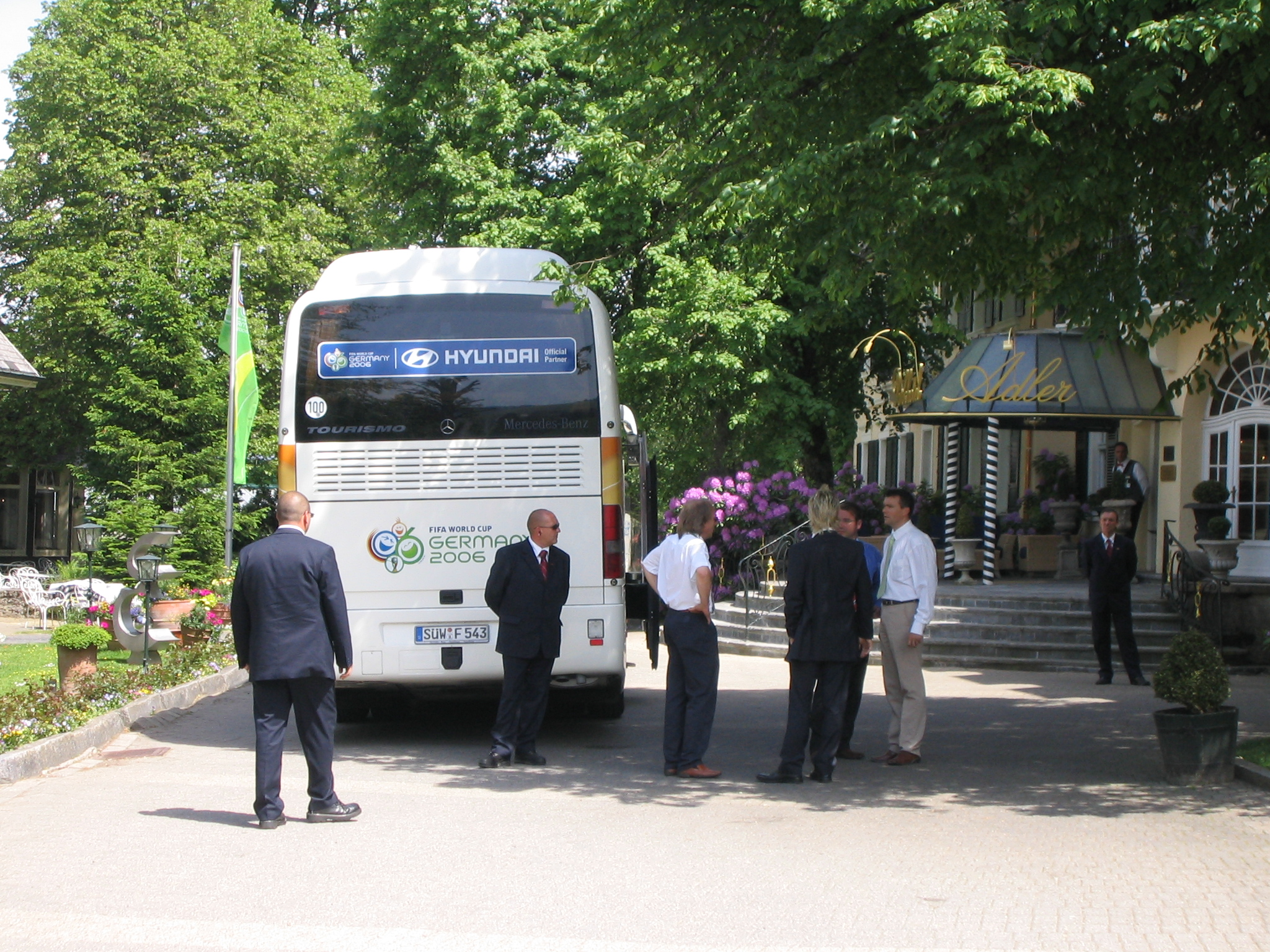
Mannschaftsbus der niederländischen Nationalmannschaft vor dem Hotel (2006)

1814 übernachtete hier Marie Louise von Österreich, Kaiserin von Frankreich, auf dem Weg nach Wien, wohin sie nach der Abdankung ihres Gatten Napoleon Bonaparte zurückkehrte. Für ihre Reise benutzte sie die Höllentalstraße, die 1770 für ihre Verwandte Marie-Antoinette, nachmalige Königin von Frankreich, gebaut worden war.
Das Hotel wurde von prominenten Übernachtungsgästen wie Udo Lindenberg, Joe Cocker, Tina Turner, Herbert Grönemeyer und Johannes Rau besucht. Die niederländische Nationalmannschaft Oranjes nutzte während der Fußball-Weltmeisterschaft 2006 das Parkhotel Adler als Mannschaftsquartier. Beim Dreh der Serie „Die Schwarzwaldklinik“ diente das Hotel für einige Szenen als Kulisse.

## Auszeichnungen
Das Hotel sowie das Restaurant sind mehrfach ausgezeichnet worden:
- Das Fachmagazin Chefs! verlieh dem Hotel 2018 die Auszeichnung „Chefs Trophy Ausbildung 2018“ und ehrte damit das Engagement für die Ausbildung von Köchen/-innen.[21]
- Die Tourismus Marketing GmbH Baden-Württemberg und der Deutsche Hotel- und Gaststättenverband Baden-Württemberg verlängerte 2018 nach einem erneuten Test die Auszeichnung  „familien-ferien“ bis vorerst zum Jahre 2021.
- Booking.com zeichnete das Hotel mit dem „Guest Review Award 2021“ (9,1 von 10 möglichen Gesamtpunkten) aus, Holidaycheck.de ebenfalls (5,7 von 6 möglichen Gesamtpunkten).
- Laut dem Magazin „Der Feinschmecker“ gehört das Parkhotel Adler zu den besten Hotels in Deutschland (Urkunde 2015/2016).
- Außerdem wurde das Hotel im Guide Michelin 2018 empfohlen.
- Das Champagnerhaus Laurent-Perrier stellte dem Haus 2020 und 2021 eine Urkunde aus, dass es im „Hornstein-Ranking“ zu den besten Hotels Deutschlands gehört.
- Das Fachmagazin „Tophotel“ stellte dem Haus nach einem Test die Urkunde „Ausgewähltes Wellnesshotel zum Wohlfühlen 2020“ aus.
- Das Parkhotel-Adler-Restaurant sowie das Hotel selbst sind Gewinner 2015 des „Tripadvisor Zertifikats für Exzellenz“, 2020 verlieh Tripadvisor das Siegel „Travellers' Choice“.
- Hotelchefin Katja Newman wurde 2013 von der Eurotoques-Stiftung zur „Woman of the Year“ gekürt, 2019 erhielt sie die Wirtschaftsmedaille des Ministeriums Wirtschaft, Arbeit und Wohnungsbau Baden-Württemberg.
- Die Initiative „Schmeck den Süden Gastronomen Baden-Württemberg“ hat die Gastronomie mit zwei Löwen ausgezeichnet. Weitere Anerkennungen folgten.
- Das bekannte Reisemagazin Connoisseur Circle hat 2021 „Die besten Hotels Deutschlands“ ausgezeichnet – das Parkhotel Adler wurde in der Rubrik „Romantische Hotels“ geehrt.

## Mitgliedschaften
- Seit 2020 ist das Parkhotel Adler Mitglied bei den „Leading Spa Resorts“.[22]
- Von 2011 bis Frühjahr 2020 gehörte das Parkhotel Adler zur Hotelkooperation „Small Luxury Hotels of the World“. Zuvor war das Hotel Mitglied bei den „The Leading Small Hotels of the World“, in früheren Jahren bei der Luxury Hotel Alliance „Relais & Châteaux“.
- Das Restaurant im Haus gehört zu den „Naturpark-Wirten“, eine Initiative des Naturparks Südschwarzwald für regionalen Genuss.[23]
- Das Hotel gehört zu den ersten Mitgliedern des Deutschen Hotel- und Gaststättenverbandes e. V., der 1949 gegründet wurde.

## Soziales Engagement
- Das Hotel engagiert sich regelmäßig für soziale Zwecke – Spenden gehen zum Beispiel an die Organisationen Knete für Knilche, die Stiftung Deutsche KinderKrebshilfe, SOS-Kinderdorf und UNICEF.
- Das Hotel unterstützt außerdem das Flüchtlingscafé in Hinterzarten.[24]
- Von 2011 bis 2012 belieferte es den örtlichen Kindergarten mit warmem Essen.[25]